# 太田垣貴美
太田垣 貴美（おおたがき たかみ、1924年1月19日 - 1991年11月12日）は、日本の経営者。北大阪急行電鉄社長を務めた。兵庫県城崎郡城崎町（現在の豊岡市）出身。

## 経歴
1946年に早稲田大学理工学部電気工学科を卒業し、1948年4月に京阪神急行電鉄（現在の阪急電鉄）に入社。1967年11月に北大阪急行電鉄に出向し、取締役、常務、専務を経て、1980年6月に社長に就任。
1988年4月に藍綬褒章を受章。
1991年11月12日に死去。67歳没。